# Sołtan
Sołtan – tytuł szlachecki Tatarów pochodzący od arabskiego as-sultan. W chanatach krymskim i nadwołżańskim tytuł był używany przez synów i krewnych chana. Tytuł przysługiwał dwóm rodom Tatarów litewskich: Ostryńskim i Puńskim.